# William J. Reiter
William „Billy“ J. Reiter (* 16. August 1889 in Richmond, Virginia; † 29. September 1979 in Hollywood, Kalifornien) war ein US-amerikanischer Regieassistent, der bei der Oscarverleihung 1934 für den Oscar für die beste Regieassistenz nominiert war.

## Biografie
Reiter begann 1920 als Regieassistent bei The Man Who Had Everything seine Laufbahn in der Filmwirtschaft Hollywoods und war an der Erstellung von 17 weiteren Filmen beteiligt.
Bei der Oscarverleihung 1934 gehörte er zu den Nominierten für den nur einige Jahre vergebenen Oscar für die beste Regieassistenz.

## Filmografie (Auswahl)
(als Regieassistent, wenn nicht anders angegeben)
- 1920: The Man, Who Had Everything
- 1923: Die Bluthochzeit (Ashes of Vengeance) (als Requisiteur)
- 1924: Die Seeteufel (The Sea Hawk) (als Rechercheur)
- 1929: Broadway
- 1933: Bei Kerzenlicht (By Candlelight)
- 1934: Die schwarze Katze (The Black Cat)
- 1936: Sutter's Gold
- 1936: Achtung – Überfallkommando! (Crash Donovan)